# Dyschoriste multicaulis
Dyschoriste multicaulis är en akantusväxtart som först beskrevs av Achille Richard, och fick sitt nu gällande namn av Carl Ernst Otto Kuntze. Dyschoriste multicaulis ingår i släktet Dyschoriste och familjen akantusväxter. Inga underarter finns listade i Catalogue of Life.